# Oceakivske, Hola Prîstan
Oceakivske (în ucraineană Очаківське) este un sat în comuna Krasnoznameanka din raionul Hola Prîstan, regiunea Herson, Ucraina.

## Demografie
Componența lingvistică a localității Oceakivske
     Ucraineană (88,65%)
     Rusă (6,99%)
     Alte limbi (0,44%)
Conform recensământului din 2001, majoritatea populației localității Oceakivske era vorbitoare de ucraineană (88,65%), existând în minoritate și vorbitori de rusă (6,99%) și armeană (3,06%).